# Sao (luna)
Sao (grško Σαώ: Sao) je Neptunov progradni nepravilni satelit.

## Odkritje in imenovanje
Luno Sao so odkrili M.Holman, JJ Kavelaars, T. Grav, W. Fraser in D. Milisavljevic 14. avgusta 2002
.
Takrat je dobila začasno ime S/2002 N 2. 
Uradno ime je dobila 3. februarja 2007 po eni izmed Nereid iz grške mitologije.

## Lastnosti
Luna Sao ima okoli 44 km v premeru (če pri izračunu upoštevamo albedo 0,04), okoli Neptuna kroži na razdalji okoli 22,4 Gm. Njena tirnica je v Kozaijevi resonanci (njen naklon tirnice in izsrednost sta povezana tako, da se naklon tirnice manjša, ko se izsrednost povečuje in obratno) 
.